# Ryszard Fórmanek
Ryszard Fórmanek (ur. 29 grudnia 1940 w Śremie, zm. 8 stycznia 2022) – polski fotograf, fotoreporter, instruktor fotografii i filmu. Członek Klubu Fotografii Prasowej Stowarzyszenia Dziennikarzy Rzeczypospolitej Polskiej. Członek rzeczywisty i prezes Zarządu Foto-Klubu w Koninie. Członek rzeczywisty Kolskiego Klubu Fotograficznego Fakt im prof. dr. Tadeusza Cypriana.

## Życiorys
Ryszard Fórmanek związany z konińskim środowiskiem fotograficznym – od 1965 roku mieszkał i tworzył w Koninie. Miejsce szczególne w jego twórczości zajmowała fotografia architektury, fotografia dokumentalna, fotografia portretowa oraz fotografia reportażowa. W latach 1978–1982 był fotoreporterem tygodnika społeczno-politycznego Wielkopolskie Zagłębie. W latach 1982–1999 pracował jako fotoreporter w Przeglądzie Konińskim. 
Od 1974 roku aktywnie uczestniczył w działalności wystawienniczej. Jest autorem i współautorem wielu wystaw fotograficznych (indywidualnych oraz zbiorowych) prezentowanych w wielu miastach Polski. Fotografie Ryszarda Fórmanka prezentowane na wystawach pokonkursowych doceniano wielokrotnie akceptacjami, nagrodami wyróżnieniami. W 1998 roku został wyróżniony odznaką „Zasłużony Działacz Kultury”, w 2010 roku został uhonorowany statuetką Kariatydy – nagrodą Centrum Kultury i Sztuki w Koninie. 
Fotografie Ryszarda Fórmanka znajdują się między innymi w zbiorach Fundacji im. doktora Piotra Janaszka Podaj Dalej w Koninie oraz w Muzeum Okręgowym w Koninie.

## Odznaczenia
- Odznaka „Zasłużony Działacz Kultury” (1998);

## Wystawy
| Lp. | Tytuł wystawy                                      | Data | Miejscowość         | Kraj   |
| --- | -------------------------------------------------- | ---- | ------------------- | ------ |
| 1   | Zagłębie Konińskie w obiektywie                    | 1974 | Leszno              | Polska |
| 2   | Kopalnia Węgla Brunatnego Konin                    | 1975 | Ostrów Wielkopolski | Polska |
| 3   | II Wojewódzka wystawa prac instruktorów fotografii | 1976 | Poznań              | Polska |
| 4   | Ludzie niepełnosprawni wśród nas                   | 1980 | Konin               | Polska |
| 5   | Wędrując po regionie konińskim                     | 1981 | Konin               | Polska |
| 5   | Wędrując po regionie konińskim                     | 1986 | Briańsk             | Rosja  |
| 6   | Kobieta, wdzięk i uroda                            | 1988 | Konin               | Polska |
| 7   | Miss Polonia '88                                   | 1988 | Konin               | Polska |
| 8   | Piękne kobiety                                     | 1989 | Koło                | Polska |
| 9   | Dziecko w obiektywie                               | 1997 | Słupca              | Polska |
| 10  | Jan Paweł II w Licheniu                            | 1999 | Ślesin              | Polska |
| 11  | Cicer cum caule                                    | 2001 | Konin               | Polska |
| 12  | Dwa lata powiatu konińskiego                       | 2001 | Konin               | Polska |
| 13  | Cicer cum caule                                    | 2001 | Koło                | Polska |
| 14  | Dziecko                                            | 2001 | Konin               | Polska |
| 15  | Kultura, lata 1965–2000                            | 2001 | Konin               | Polska |
| 16  | Uliczki i podwórka Starego Konina                  | 2001 | Konin               | Polska |
| 17  | Twarze, które mówią                                | 2002 | Konin               | Polska |
| 18  | Koło w fotografii                                  | 2002 | Koło                | Polska |
| 19  | Twarze, które mówią                                | 2002 | Koło                | Polska |
| 20  | Dziecko                                            | 2002 | Leszno              | Polska |
| 21  | Cicer cum caule                                    | 2002 | Turek               | Polska |
| 22  | Cicer cum caule                                    | 2002 | Słupca              | Polska |
| 23  | Twarze, które mówią                                | 2003 | Turek               | Polska |
| 24  | Twarze, które mówią                                | 2003 | Leszno              | Polska |
| 25  | Ślady                                              | 2003 | Konin               | Polska |
| 26  | Ślady                                              | 2004 | Turek               | Polska |
| 27  | Kłodawa z lat 70.                                  | 2005 | Kłodawa             | Polska |
| 28  | Konin wczoraj                                      | 2006 | Konin               | Polska |
| 29  | Ślady                                              | 2006 | Leszno              | Polska |
| 30  | Cicer cum caule II odsłona                         | 2009 | Stare Miasto        | Polska |
| 31  | Konin Wczoraj                                      | 2009 | Stare Miasto        | Polska |
| 32  | Wieś konińska – wczoraj                            | 2010 | Stare Miasto        | Polska |
| 33  | Wielkopolska Wieś                                  | 2011 | Koło                | Polska |
| 34  | Jesteśmy wśród Was                                 | 2013 | Ślesin              | Polska |
| 35  | Jesteśmy wśród Was                                 | 2013 | Konin               | Polska |

Źródło.